# Agromyza johannae
Agromyza johannae är en tvåvingeart som beskrevs av de Meijere 1924. Agromyza johannae ingår i släktet Agromyza och familjen minerarflugor.
Artens utbredningsområde är Nederländerna. Arten är reproducerande i Sverige. Inga underarter finns listade i Catalogue of Life.